# Google Play游戏
Google Play游戏是一款在线游戏服务及软件开发工具，由Google在Android操作系统上运营。它支持实时多人游戏、云存档、社交与公众排行榜、成就系统等功能。游戏开发者可借助Play游戏服务，直接在游戏中整合这些功能，而无需另行开发。

## 歷史
Google Play游戏服务在2013年Google I/O开发者大会上首次亮相，独立的Google Play游戏应用程序于2013年7月24日上架。The Verge的安德鲁·韦伯斯特称，Google Play和苹果公司为自家iOS开发的Game Center类似。
Google Play游戏推出后一直在更新，陆续增加了螢幕錄影、自定游戏ID等功能。
Google於2022年開啟Google Play遊戲在Windows系統上的beta測試。2025年3月，Google決定要把所有遊戲都帶到Windows系統上。